# Toporzel
Toporzel è una casa editrice polacca fondata a Breslavia da un gruppo di neopagani simpatizzanti di Zadruga.
Il gruppo di Toporzel fu costituito da Antoni Wacyk, Jozef Brueckmann, Stanislaw Potrzebowski, Zdzilaw Slowinski e Zbigniew Samborski. Wacyk è l'ultimo membro ancora vivente della redazione della rivista Zadruga, del periodo precedente alla seconda guerra mondiale.
Negli anni ottanta il gruppo costituì anche la Società degli Amici della Cultura Slava (Towarzystwo Milosnikow Kultury Slowianskiej), che però ebbe vita breve, e nel 1988 celebrò un rito pagano sul monte Sleza. Nel 1990 costituirono l'Unione per la Scuola Mondiale (Stowarzyszenie na rzecz Swieckosci Szkoly).